# Товдістан-Лейк 3
Товдістан-Лейк 3 (англ. Towdystan Lake 3) — індіанська резервація в Канаді, у провінції Британська Колумбія, у межах регіонального округу Карібу.

## Населення
За даними перепису 2016 року, індіанська резервація нараховувала 10 осіб. Середня густина населення становила 3,8 осіб/км².

## Клімат
Середня річна температура становить 2,1°C, середня максимальна – 18,2°C, а середня мінімальна – -17,3°C. Середня річна кількість опадів – 395 мм.
| Клімат поселення                              | Клімат поселення | Клімат поселення | Клімат поселення | Клімат поселення | Клімат поселення | Клімат поселення | Клімат поселення | Клімат поселення | Клімат поселення | Клімат поселення | Клімат поселення | Клімат поселення | Клімат поселення |
| Показник                                      | Січ.             | Лют.             | Бер.             | Квіт.            | Трав.            | Черв.            | Лип.             | Серп.            | Вер.             | Жовт.            | Лист.            | Груд.            |                  |
| Середній максимум, °C                         | −2,65            | 0,28             | 5,14             | 9,81             | 14,03            | 17,68            | 18,18            | 18,05            | 14,18            | 8,80             | 1,57             | −3,99            |                  |
| Середня температура, °C                       | −9,97            | −7,03            | −2,16            | 2,48             | 6,73             | 10,36            | 12,80            | 12,66            | 8,78             | 3,41             | −3,81            | −9,37            |                  |
| Середній мінімум, °C                          | −17,27           | −14,35           | −9,48            | −4,84            | −0,59            | 3,05             | 7,40             | 7,26             | 3,38             | −1,97            | −9,19            | −14,75           |                  |
| Норма опадів, мм                              | 37               | 20               | 16               | 18               | 31               | 43               | 41               | 34               | 28               | 40               | 48               | 39               |                  |
| Середньомісячна швидкість вітру, м/с          | 1.70             | 1.79             | 2.00             | 2.20             | 2.30             | 2.30             | 2.20             | 2.00             | 1.90             | 1.90             | 1.90             | 1.60             |                  |
| Середньомісячна сонячна радіація, кДж/м²·день | 2802             | 5457             | 10060            | 14658            | 18316            | 19736            | 19951            | 16823            | 11714            | 6380             | 3170             | 2048             |                  |
| --------------------------------------------- | ---------------- | ---------------- | ---------------- | ---------------- | ---------------- | ---------------- | ---------------- | ---------------- | ---------------- | ---------------- | ---------------- | ---------------- | ---------------- |
| Джерело:                                      |                  |                  |                  |                  |                  |                  |                  |                  |                  |                  |                  |                  |                  |